# Joachim de Moscou
Pour les articles homonymes, voir Joachim.
Le patriarche Joachim de Moscou (Патриарх Иоахим), dans le monde Ivan Petrovitch Savelov (russe : Иван Петрович Савелов), né le 6 janvier 1621 près de Mojaïsk et mort le 17 mars 1690, est le onzième  patriarche de Moscou et de toutes les Russies. Ce fut un opposant au Raskol, le schisme des Vieux-Croyants. Il fut le fondateur de l'académie gréco-latine slave.

## Biographie
Ivan Savelov était d'origine noble. Il se fit moine de l'église d'Orient sous le nom de religion de Joachim, après avoir perdu sa famille entière dans une épidémie en 1654, et vécut dans plusieurs monastères. En 1664, Joachim devient archimandrite du monastère de Tchoudov et en 1672, métropolite de l'archevêché de Novgorod. 
Il est élu patriarche le 26 juillet 1674.
Alors que Joachim avait participé au synode qui avait déposé le patriarche Nikon, il continua sa politique répressive vis-à-vis des vieux-croyants. Il défendit aussi l'Église contre les tentatives de césaropapisme par les Tsars.